# 大野村 (石川県)
大野村（おおのむら）はかつて存在した石川県石川郡の村。

## 地理
- 現在の金沢市北西部に位置する地域で、犀川の右岸沿いおよび河口左岸（普正寺地域）の村である。
- 大野村の地名は江戸時代に大野庄に属していることと大野庄用水がこの地域を流れていることに由来している。

## 歴史
- 1889年（明治22年）4月1日 - 町村制の施行により、石川郡無量寺村、畝田村、藤江村、寺中村、普正寺村、観音堂村及び松村の区域をもって、石川郡大野村が発足する。
- 1898年（明治31年）2月5日 - 金石馬車鉄道（後の北陸鉄道金石線）が長田町駅 - 金石駅間開業。
- 1943年（昭和18年）12月1日 - 石川郡金石町、二塚村及び大野村が金沢市に編入する。大字松は金沢市編入後に松村町（現在の松村・松村町）に名称に変更して、その他の大字は金沢市の町名として継承。

## 交通

### 鉄道
- 北陸鉄道金石線 - 1971年9月1日に廃止。
藤江駅 - 畝田駅 - 寺中駅

### 道路
- 金石街道

## 出身人物
- 金原博（元石川県議会議員） - 松村町選出の議員。